# Seznam manželek savojských panovníků
Toto je seznam manželek savojských panovníků. Jedná se o savojské hraběnky, vévodkyně, královny Sardinie a později Itálie.

## Savojské hraběnky, 1003–1416
| Obrázek | Jméno                              | Otec | Narození                       | Sňatek              | Hraběnkou od                         | Hraběnkou do                   | Úmrtí                 | Manžel            |
| ------- | ---------------------------------- | --- | ------------------------------ | ------------------- | ------------------------------------ | ------------------------------ | --------------------- | ----------------- |
|         | Ancilla z Aosty/Lenzburgu/Nyonu    | rektor opatství Saint-Maurice d'Agaune nebo burgundský ceremoniář Arnold von Schannis nebo Anselmo z Nyonu | 974, pokud byla dcerou Arnolda | 995/1000            | 1003 manžel se ujal vlády            | 1047–1051 smrt manžela         | -                     | Humbert I.        |
|         | Adila                              | - | -                              | 1030                | 1047–1051 manžel se ujal vlády       | 1051–1056 smrt manžela         | -                     | Amadeus I.        |
|         | Adelaide ze Susy, markýza z Turína | Oldřich Manfred II. Turínský (Arduinicové)                                                                 | 1014/20                        | 1046                | 1051–1056 manžel se ujal vlády       | 1057–1060 smrt manžela         | 19. prosince 1091     | Ota               |
|         | Anežka Akvitánská                  | Vilém VII. Akvitánský (Ramnulfovci)                                                                        | 1052                           | 1064                | 1064                                 | 9. července 1078 smrt manžela  | po 18. červnu 1089    | Petr I.           |
|         | Johana ze Ženevy                   | Gérold II. Ženevský (rod Ženevských)                                                                       | -                              | 1065/70             | 1065/70                              | 26. ledna 1080 smrt manžela    | 1095                  | Amadeus II.       |
|         | Gisela Burgundská                  | Vilém I. Burgundský (Burgundsko-ivrejská dynastie)                                                         | 1075                           | 1090                | 1090                                 | 19. října 1103 smrt manžela    | květen 1133           | Humbert II.       |
|         | Adéla                              | - | -                              | 1120/23             | 1120/23                              | po červenci 1134               | po červenci 1134      | Amadeus III.      |
|         | Matylda z Albonu                   | Guigues III. z Albonu (Albonští)                                                                           | 1112/16                        | červenec 1134/1135  | červenec 1134/1135                   | po 30. březnu 1148             | po 30. březnu 1148    | Amadeus III.      |
|         | Faidiva z Toulouse                 | Alfons Jordan z Toulouse (Rouergue)                                                                        | -                              | před 3. lednem 1151 | před 3. lednem 1151                  | 1154                           | 1154                  | Humbert III.      |
|         | Gertruda Alsaská                   | Dětřich Alsaský (Metští)                                                                                   | 1112/16                        | 1155                | 1155                                 | před 1162 rozvod               | 3. března po 1186     | Humbert III.      |
|         | Klementina Zähringenská            | Konrád I. Zähringenský (Zähringové)                                                                        | -                              | 1164                | 1164                                 | 1167/73/75                     | 1167/73/75            | Humbert III.      |
|         | Beatrix z Viennois                 | Gerard I. z Mâconu a Vienne (Burgundsko-ivrejská dynastie)                                                 | 1112/16                        | 1175/77             | 1175/77                              | 4. března 1189 smrt manžela    | 8. dubna 1230         | Humbert III.      |
|         | Markéta ze Ženevy                  | Vilém I. Ženevský (rod Ženevských)                                                                         | -                              | 1195/6              | 1195/6                               | 1. března 1233 smrt manžela    | 8. dubna 1257         | Tomáš I. Savojský |
|         | Markéta (Anna) Burgundská          | Hugo III. Burgundský (Burgundská dynastie)                                                                 | 1192                           | před 1222           | 1. března 1233 manžel se ujal vlády  | 1243                           | 1243                  | Amadeus IV.       |
|         | Cecílie z Baux                     | Barral z Baux (Baux)                                                                                       | -                              | 18. prosince 1244   | 18. prosince 1244                    | 24. června 1253 smrt manžela   | 21. května 1275       | Amadeus IV.       |
|         | Anežka z Faucigny                  | Aymon II. Faucigny (Faucigny)                                                                              | -                              | po 25. červnu 1236  | 7. června 1263 manžel se ujal vlády  | 15. května 1268 smrt manžela   | 11. srpna 1268        | Petr II.          |
|         | Adéla Meránská                     | Ota VII. z Andechsu (Andechsové)                                                                           | 1209                           | 11. června 1267     | 15. května 1268 manžel se ujal vlády | 8. března 1279                 | 8. března 1279        | Filip I.          |
|         | Sibyla z Bauge                     | Guy II. z Bâgé (Bâgé)                                                                                      | 5. dubna/20. října 1255        | 5. července 1272    | 16. srpna 1285 manžel se ujal vlády  | 28. února 1294                 | 28. února 1294        | Amadeus V.        |
|         | Marie Brabantská                   | Jan I. Brabantský (Reginarovci)                                                                            | 1278/85                        | 23. října 1297/1304 | 23. října 1297/1304                  | 16 October 1323 smrt manžela   | po 2. listopadu 1338  | Amadeus V.        |
|         | Blanka Burgundská                  | Robert II. Burgundský (Burgundská dynastie)                                                                | 1288                           | 18. října 1307      | 16. října 1323 manžel se ujal vlády' | 4. listopadu 1329 smrt manžela | 27./28. července 1348 | Eduard            |
|         | Jolanda Palaeologina z Montferratu | Teodor I. z Montferratu (Palaiologové)                                                                     | červen 1318                    | 1. května 1330      | 1. května 1330                       | 24. prosince 1342              | 24. prosince 1342     | Aymon             |
|         | Bona Bourbonská                    | Petr I. Bourbonský (Bourboni)                                                                              | 1341                           | září 1355           | září 1355                            | 1. března 1383 smrt manžela    | 19. ledna 1402        | Amadeus VI.       |
|         | Bona z Berry                       | Jan z Berry (Valois)                                                                                       | 1362/1365                      | 18. ledna 1377      | 1. března 1383 manžel se ujal vlády  | 1. listopadu 1391 smrt manžela | 30. prosince 1435     | Amadeus VII.      |
|         | Marie Burgundská                   | Filip II. Burgundský (Burgundská větev rodu Valois)                                                        | září 1386                      | květen 1401         | květen 1401                          | 1416 stala se vévodkyní        | 2. října 1422         | Amadeus VIII.     |

## Savojské vévodkyně, 1416–1713
| Obrázek | Jméno                         | Otec                                                | Narození             | Sňatek             | Vévodkyní od                           | Vévodkyní do                                | Úmrtí              | Manžel             |
| ------- | ----------------------------- | --------------------------------------------------- | -------------------- | ------------------ | -------------------------------------- | ------------------------------------------- | ------------------ | ------------------ |
|         | Marie Burgundská              | Filip II. Burgundský (Burgundská větev rodu Valois) | září 1386            | květen 1401        | 1416 stala se vévodkyní                | 2. října 1422                               | 2. října 1422      | Amadeus VIII.      |
|         | Anna Kyperská                 | Janus Kyperský (Lusignanové)                        | 24. září 1418        | 12. února 1434     | 7. listopadu 1434 manžel se ujal vlády | 11. listopadu 1462                          | 11. listopadu 1462 | Ludvík             |
|         | Violanta Francouzská          | Karel VII. Francouzský (Valois)                     | 23. září 1434        | 1452               | 29. ledna 1465 manžel se ujal vlády    | 30. března 1472 smrt manžela                | 23. srpna 1478     | Amadeus IX.        |
|         | Bianca Marie Sforza           | Galeazzo Maria Sforza (Sforzové)                    | 5. dubna 1472        | leden 1474         | leden 1474                             | 22. září 1482 smrt manžela                  | 31. prosince 1510  | Filibert I.        |
|         | Blanka z Montferratu          | Vilém VIII. z Montferratu (Palaiologové)            | 1472                 | 1. dubna 1485      | 1. dubna 1485                          | 13. března 1490 smrt manžela                | 30. března 1519    | Karel I.           |
|         | Claudine de Brosse            | Jan II. de Brosse (Brosse)                          | 1450                 | 11. listopadu 1485 | 16. dubna 1496 manžel se ujal vlády    | 7. listopadu 1497 smrt manžela              | 13. října 1513     | Filip II.          |
|         | Jolanda Luisa Savojská        | Karel I. Savojský (Savojští)                        | 2./11. července 1487 | 1496               | 7. listopadu 1497 manžel se ujal vlády | 12./13. září 1499                           | 12./13. září 1499  | Filibert II.       |
|         | Markéta Habsburská            | Maxmilián I. Habsburský (Habsburkové)               | 10. ledna 1480       | 2. prosince 1501   | 2. prosince 1501                       | 10 September 1504 smrt manžela              | 1. prosince 1530   | Filibert II.       |
|         | Beatrix Portugalská           | Manuel I. Portugalský (Avizové)                     | 31. prosince 1504    | 29. září 1521      | 29. září 1521                          | 8. ledna 1538                               | 8. ledna 1538      | Karel III.         |
|         | Markéta Francouzská           | František I. Francouzský (Valois)                   | 5. června 1523       | 10. července 1559  | 10. července 1559                      | 15. září 1574                               | 15. září 1574      | Emanuel Filibert   |
|         | Kateřina Michaela Španělská   | Filip II. Španělský (Habsburkové)                   | 10. října 1567       | 11. března 1585    | 11. března 1585                        | 6. listopadu 1597                           | 6. listopadu 1597  | Karel Emanuel I.   |
|         | Kristina Bourbonská           | Jindřich IV. Francouzský (Bourboni)                 | 10. února 1606       | 10. února 1619     | 26. července 1630 manžel se ujal vlády | 7. října 1637 smrt manžela                  | 27. prosince 1663  | Viktor Amadeus I.  |
|         | Františka Magdaléna Orleánská | Gaston Orleánský (Bourbon-Orléans)                  | 13. října 1648       | 4. března 1663     | 4. března 1663                         | 14. ledna 1664                              | 14. ledna 1664     | Karel Emanuel II.  |
|         | Marie Johanna Savojská        | Karel Amadeus z Nemours (Savojští)                  | 11. dubna 1644       | 10. května 1665    | 10. května 1665                        | 12. června 1675 smrt manžela                | 15. března 1724    | Karel Emanuel II.  |
|         | Anna Marie Orleánská          | Filip I. Orleánský (Bourbon-Orléans)                | 27. srpna 1669       | 10. dubna 1684     | 10. dubna 1684                         | 11. dubna 1713 stala se sicilskou královnou | 26. srpna 1728     | Viktor Amadeus II. |

Jako zdvořilostní titul
| Obrázek | Jméno                   | Otec                                                              | Narození           | Sňatek          | Vévodkyní od    | Vévodkyní do                         | Úmrtí          | Manžel               |
| ------- | ----------------------- | ----------------------------------------------------------------- | ------------------ | --------------- | --------------- | ------------------------------------ | -------------- | -------------------- |
|         | Marie Antonie Španělská | Filip V. Španělský (Bourboni)                                     | 17. listopadu 1729 | 31. května 1750 | 31. května 1750 | 20. února 1773 manžel se ujal vlády  | 19. září 1785  | Princ Viktor Amadeus |
|         | Adelheid Rakouská       | Rainer Josef Habsbursko-Lotrinský (Habsbursko-lotrinská dynastie) | 3. června 1822     | 12. dubna 1842  | 12. dubna 1842  | 23. března 1849 manžel se ujal vlády | 20. ledna 1855 | princ Viktor Emanuel |

## Sardinské královny, 1720–1861
| Obrázek | Jméno                             | Otec                                                              | Narození           | Sňatek                 | Královnou od                                | Královnou do                        | Úmrtí            | Manžel              |
| ------- | --------------------------------- | ----------------------------------------------------------------- | ------------------ | ---------------------- | ------------------------------------------- | ----------------------------------- | ---------------- | ------------------- |
|         | Anna Marie Orleánská              | Filip I. Orleánský (Bourbon-Orléans)                              | 27. srpna 1669     | 10. dubna 1684         | 24. srpna 1720 Sardinie postoupena Savojsku | 26. srpna 1728                      | 26. srpna 1728   | Viktor Amadeus II.  |
|         | Polyxena Hesensko-Rotenburská     | Arnošt Leopold Hesensko-Rotenburský (Hesenští)                    | 21. září 1706      | 20. srpna 1724         | 3. září 1730 manžel se ujal vlády           | 13. ledna 1735                      | 13. ledna 1735   | Kare Emanuel III.   |
|         | Alžběta Tereza Lotrinská          | Leopold Josef Lotrinský (Lotrinští)                               | 15. října 1711     | 1. dubna 1737          | 1. dubna 1737                               | 3. července 1741                    | 3. července 1741 | Kare Emanuel III.   |
|         | Marie Antonie Španělská           | Filip V. Španělský (Bourboni)                                     | 17. listopadu 1729 | 31. května 1750        | 20. února 1773 manžel se ujal vlády         | 19. září 1785                       | 19. září 1785    | Viktor Amadeus III. |
|         | Marie Klotilda Francouzská        | Ludvík Ferdinand Bourbonský (Bourboni)                            | 23. září 1759      | 6. září/20. srpna 1775 | 14. října 1796 manžel se ujal vlády         | 7. března 1802                      | 7. března 1802   | Karel Emanuel IV.   |
|         | Marie Tereza Rakouská-Este        | Ferdinand Karel Habsbursko-Lotrinský (Rakouští-Este)              | 1. listopadu 1773  | 25. dubna 1789         | 4. června 1802 manžel se ujal vlády         | 12 March 1821 manžel se vzdal vlády | 29. března 1832  | Viktor Emanuel I.   |
|         | Marie Kristýna Neapolsko-Sicilská | Ferdinand I. Neapolsko-Sicilský (Bourboni)                        | 17. ledna 1779     | 7. března 1807         | 12. března 1821 manžel se ujal vlády        | 27. dubna 1831 smrt manžela         | 11. března 1849  | Karel Felix         |
|         | Marie Tereza Toskánská            | Ferdinand III. Toskánský (Habsbursko-lotrinská dynastie)          | 21. března 1801    | 30. září 1817          | 27. dubna 1831 manžel se ujal vlády         | 23. března 1849 smrt manžela        | 12. ledna 1855   | Karel Albert        |
|         | Adelheid Rakouská                 | Rainer Josef Habsbursko-Lotrinský (Habsbursko-lotrinská dynastie) | 3. června 1822     | 12. dubna 1842         | 23. března 1849 manžel se ujal vlády        | 20. ledna 1855                      | 20. ledna 1855   | Viktor Emanuel II.  |

Mezi lety 1859 a 1861 začlenilo Sardinské království většinu italských států. 17. března 1861 byl král Viktor Emanuel II. parlamentem v Turíně prohlášen italským králem.

## Italské královny, 1861–1946
| Obrázek | Jméno                 | Otec                                                   | Narození           | Sňatek         | Královnou od                           | Královnou do                         | Úmrtí              | Manžel              |
| ------- | --------------------- | ------------------------------------------------------ | ------------------ | -------------- | -------------------------------------- | ------------------------------------ | ------------------ | ------------------- |
|         | Markéta Savojská      | Ferdinand Maria Savojsko-Carignanský (Savojští)        | 20. listopadu 1851 | 21. dubna 1868 | 9. ledna 1878 manžel se ujal vlády     | 29. července 1900 smrt manžela       | 4. ledna 1926      | Hubert I.           |
|         | Elena Černohorská     | Nikola I. Petrović-Njegoš (Dynastie Petrovićů-Njegošů) | 8. ledna 1873      | 24. října 1896 | 29. července 1900 manžel se ujal vlády | 9. května 1946 manžel se vzdal vlády | 28. listopadu 1952 | Viktor Emanuel III. |
|         | Marie Josefa Belgická | Albert I. Belgický (Koburkové)                         | 4. srpna 1906      | 8. ledna 1930  | 9. května 1946 manžel se ujal vlády    | 12. června 1946 monarchie zrušena    | 27. ledna 2001     | Hubert II.          |